# بازهر

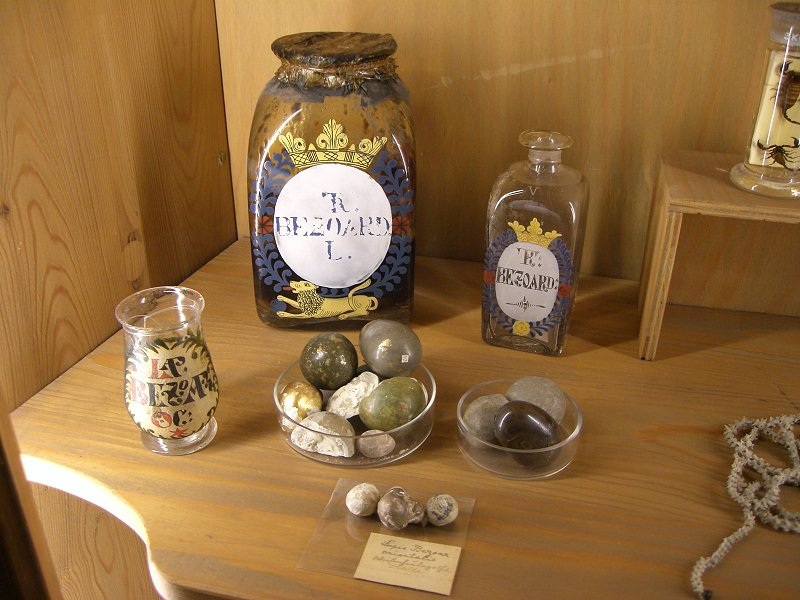
بازهر

البازَهْر (بالإنجليزية: Bezoar)‏ هو كتلة توجد عالقة في الجهاز الهضمي (المعدة عادة)، أو قد يُوجَد في أماكن أخرى. والبازهر الكاذب هو جسم غير قابل للهضم أُدخِلَ عمدًا في الجهاز الهضمي.
توجد عدة أنواع من البازهر، بعضها يتكون من مواد غير عضوية وغيرها من مكون من مواد عضوية. قال الأنطاكي: «هو حجرٌ معدني يكون بأقصى الفرس، وحيوانيّ نشأُ في قلوب الحيوانات».

## التسمية
للبازهر أسماء متعددة: بادِزَهر أو باذِزَهر أو باكِزَهر.

## تاريخه
تم البحث والسعي وراء معرفة البازهر لانهم اعتقدوا بوجود قوة يتمتع بها أي ترياق شامل لمكافحة السموم. وكان يعتقد أن شرب كأس تحتوي على البازهر تقوم بتحييد أي سم وضع عليه. بازهر فارسي معرب، أصله باد: ضِدّ، زهر: السم، ويقال بازَهَر بإسقاط الدّال.
في 1575، قام الجراح الفرنسي أمبرواز باري بوصف تجربة لاختبار خصائص حجر البازهر. في ذلك الوقت، كان يعتبر حجر البازهر لديه القدرة على شفاء أي آثار للسم، ولكن باري كان يعتقد ان هذا مستحيلا. حدث أن ألقي القبض على طباخا كان يعمل في بلاط باري لسرقة أدوات المائدة الفضية الجميلة. بسبب شعوره بالعار وافق أن يموت مسموما. ثم انه استخدم حجر البازهر دون جدوى كبيرة كما انه توفي في وقت لاحق بعدها بسبع ساعات وهو في شدة الألم والعذاب. وأثبت باري أن حجر البازهر لا يمكنه علاج كل السموم كما هو سائد في ذلك الوقت.
وهناك حالة شهيرة في القانون العام في انكلترا (تشاندلر في لوبس) أعلن سيادته قانون مسؤولية المشتري، «حذروا المشتري» إذا كانت البضاعة التي اشتراها هي في الواقع غير أصلية أو غير فعالة. وتتعلق القضية بمشترين قاموا برفع دعاوى لاسترجاع سعر البضاعة بسبب البازهر المغشوش المزعوم. (كيف المدعي اكتشف أن البازهر لا يعمل لم يناقش في التقرير). وقد شكك القضاء على البازهر السحري المزعوم وقد برر هذا الحكم في هذه القضية بالذات. والحكم، على أي حال، وضع وشكل عائقا أمام تشكيل سبل انتصاف فعالة لحماية المستهلك وقانون الضمان المفهوم ضمنيا في القرن التاسع عشر.
 في دليل ميرك للتشخيص والعلاج يلاحظ أن استهلاك ثمرة الكاكي غير الناضجة تسبب أوبئة من بازهر الأمعاء، والتي تصل إلى 90 في المئة من الكتل الغذائية التي تحدث من جراء الإفراط في تناول الفاكهة تتطلب جراحة لإزالتها.

## أنواعها على حسب المحتوى
- كتل غذائية: تشبه البازهر الحقيقي وتتكون من مجاميع رخوة من المواد الغذائية مثل البذور ولباب أو نواة الفاكهة، فضلا عن أنواع أخرى من العناصر مثل اللك، العلكة، والطين، أو تجمعات متحجرة من بعض الأدوية.
- كتل دوائية: هي في الغالب أقراص أو كتل شبه سائلة من الأدوية. عادة يتم العثور عليها بعد جرعة زائدة من الأدوية طويلة المفعول التي تتحلل بشكل مستمر.[11]
- كتل نباتية: تتألف من المواد النباتية غير القابلة للهضم (مثل السيلولوز) وترد كثيرا في المرضى الذين يعانون من ضعف الهضم وانخفاض الحركة في المعدة.
- كتل كاكية: هو عبارة عن بازهر من ثمرة الكاكي غير الناضج.[12] وقد استخدمت شركة كوكا كولا في العلاج.[13][14]
- كتل شعرية: هو بازهر شكلت من الشعر[15]—وهي شكل مفرط من أشكال كرة الشعر. البشر الذين يستهلكون كثيرا من الشعر يتطلب في بعض الأحيان إلى أن إزالة هذه. متلازمة رابونزيل، متلازمة نادرة جدا قد تتطلب جراحة. والكتل الشعرية في القصبة الهوائية تدعى كتل قصبية.

## أنواعها حسب الموقع
- و البازهر في المريء هو شائع في الأطفال الصغار، والخيول. في الخيل، يعرف بالغصة أو الخنق.
- البازهر في الأمعاء الغليظة هو معروف بتحجرات البراز.
- والكتل الشعرية في القصبة الهوائية تدعى كتل قصبية.

### متفرقات
- وكانت هناك تقارير عن بازهر المريء في مرضى المعتمدين على الغذاء عن طريق الانبوبة الموصلة الانف بالمعدة لتواجدهم على التنفس الصناعي أو بسبب التخدير. وتورط هذه بسبب تثبيت في بعض أنواع الأعلاف الغنية بالكازين مع ارتجاع حمض المعدة أو بازهير المريء.
- وتشكل أنواع أخرى من البازهير من أشياء مثل الحجر أو الرمل، وعادة لدى الأطفال الصغار.
- بازهير الثور المستخدمة في الأعشاب الصينية، حيث تسمى نيو - هوانغ (牛黄) أو  تحجرات البقر.[16] في بعض المنتجات، وانهم يدعون انها لإزالة السموم من الجسم.
- في الكيمياء،  بازهر الحيوان  هو قلب ورئتين الأفعى، المسحوق معا.[17]
- في الكيمياء،  بازهر المعادن  هو مسحوق مقيئ من الإثمد تصحح مع روح نترات الصوديوم، وخففت بالمستحضرات المتكررة، التي قيل إنها توقف خاصية المسهل من الأثمد، واستبدال خاصية التعرق. وكانت قد روجت العرق مثل الحجر الذي يحمل نفس الاسم.[17]

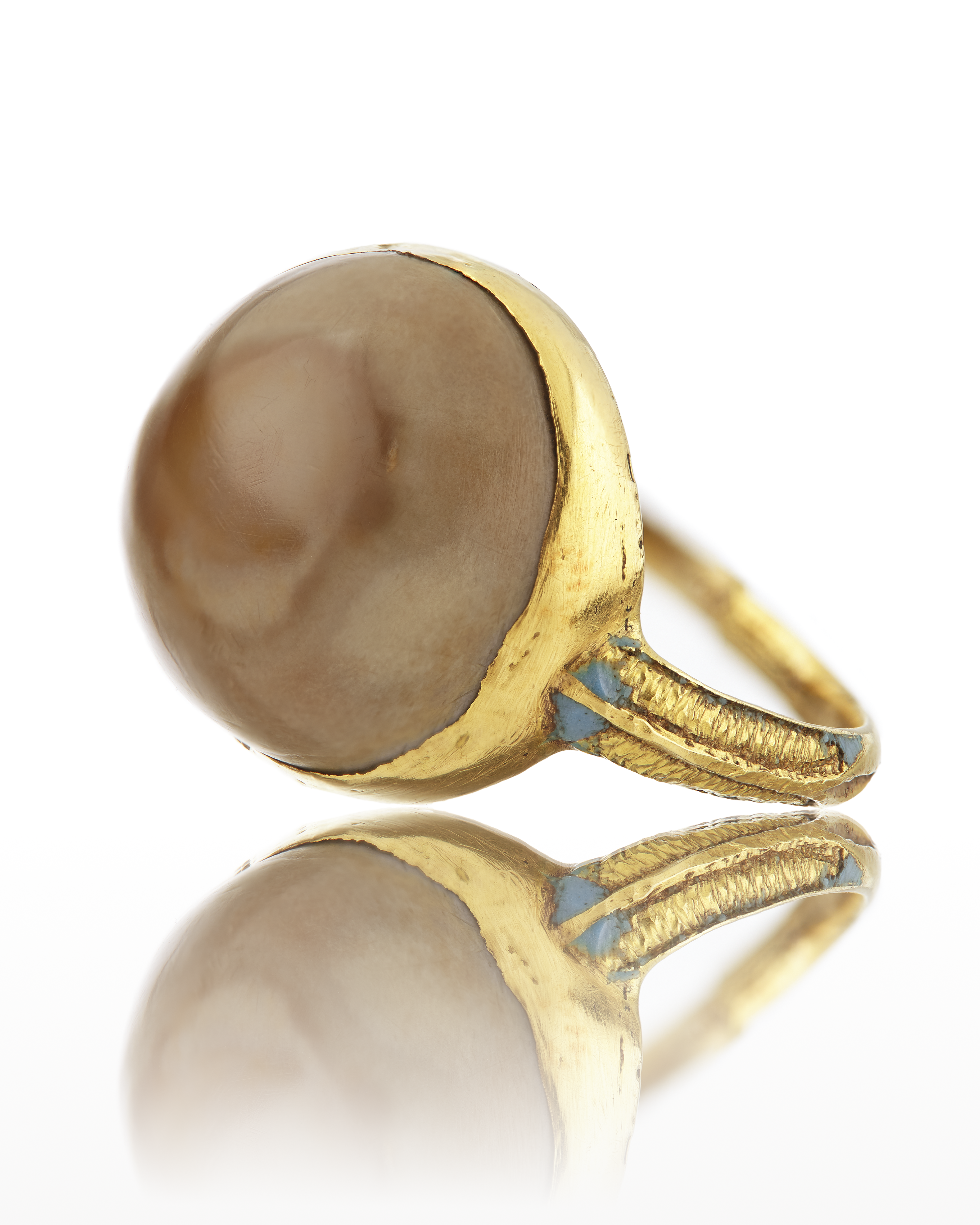
خاتم مرصع بالبازهر

## وصلات خارجية
- وtrichobezoar في المتحف الوطني للصحة والطب، واشنطن العاصمة.
- Bezoars، Phytobezoars وDiospyrobezoars
- وtrichobezoar من MedPix
- الصور المقطعية للbezoar من MyPACS.net